# 奥夫特丁根
奥夫特丁根是德国巴登-符腾堡州的一个市镇。总面积15.15平方公里，总人口4581人，其中男性2286人，女性2295人（2011年12月31日），人口密度302人/平方公里。